# Transbordador espacial

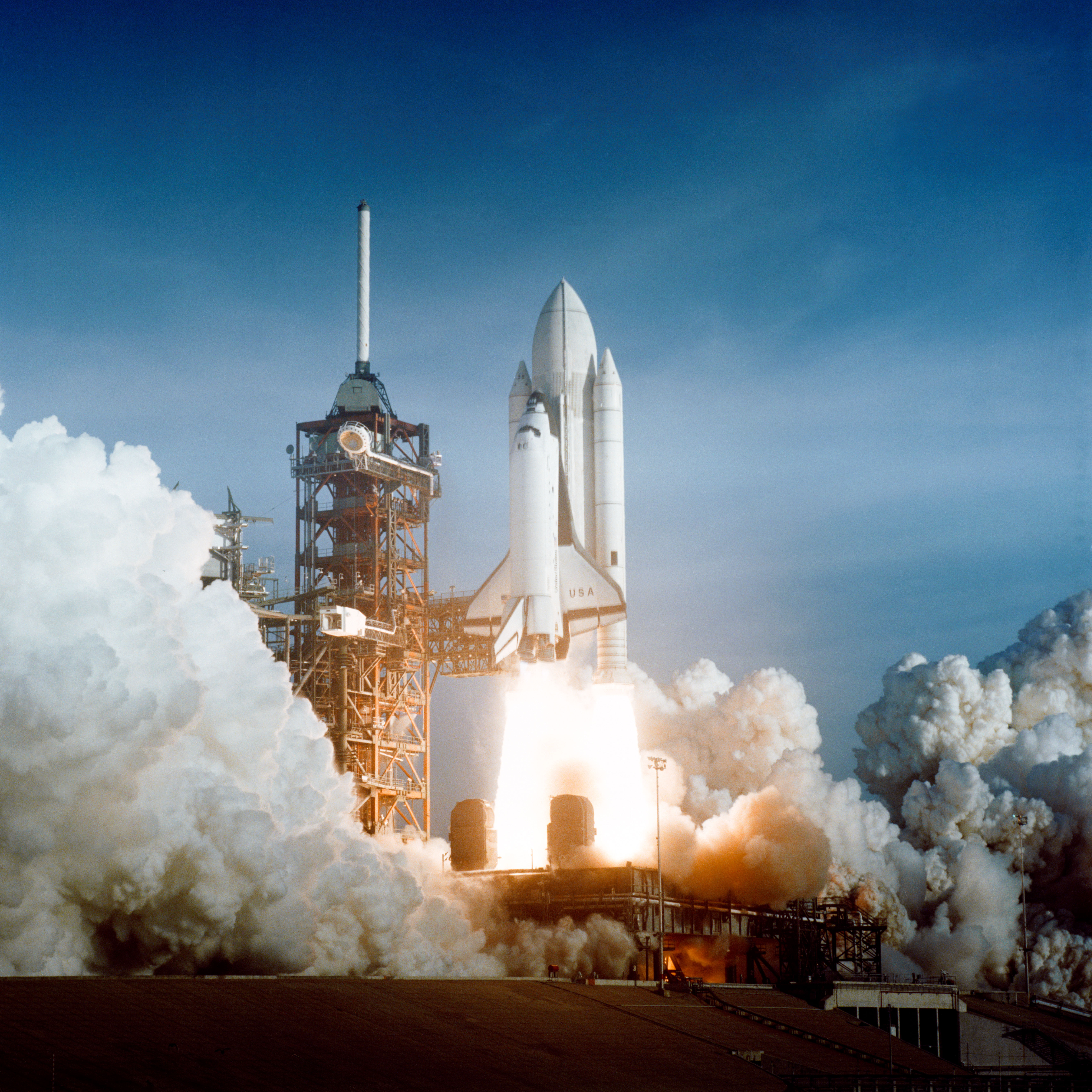
Despegue del transbordador Columbia para la misión STS-1 el 12 de abril de 1981, la primera misión que llevó hombres al espacio desde un transbordador.

Un transbordador espacial, en el ámbito de la astronáutica, se refiere convencionalmente a un vehículo espacial que puede regresar a la Tierra realizando un aterrizaje controlado como un avión o un planeador y que puede ser reutilizado para una misión posterior. Este concepto se opone al de las naves espaciales, como Soyuz, Shenzhou o Apollo, que realizan una reentrada y un aterrizaje cuasi balístico mediante paracaídas y retrocohetes. Originalmente el concepto está asociado a la reducción de los costes de puesta en órbita de satélites artificiales (comerciales o militares), elementos de estaciones espaciales y la posibilidad de realizar intervenciones de mantenimiento en órbita baja. En la práctica, el transbordador espacial estadounidense, el único que ha tenido una vida operativa significativa, desempeñó un papel importante esencialmente en la puesta en órbita de los principales componentes de la estación espacial internacional. En sus otras misiones, es ventajosamente sustituido por lanzadores convencionales. Tras el fin de sus misiones de transbordadores espaciales en 2011, la NASA planea volver a utilizar naves espaciales convencionales (Orion, Crew Dragon, CST-100 Starliner).
- Datos: Q125217474